# Saint-Corneille
Saint-Corneille là một xã ở tỉnh Sarthe trong vùng Pays-de-la-Loire Tây Bắc nước Pháp.